# 中央法規出版
中央法規出版株式会社（ちゅうおうほうきしゅっぱん-、英:Chuohoki Publishing CO., Ltd.）は、東京都台東区に本社を置く出版社である。略称は、「中央法規」。

## 概要
創業は1947年（昭和22年）、設立1952年、資本金5,000万円、従業員数316名。高齢者・児童・障害者福祉、介護、介護保険、医療・保健、看護、食品、環境分野の六法、法令書、実務書、加除式図書などを発行している。
介護福祉士・社会福祉士・精神保健福祉士の各国家試験対策に力を入れている出版社の1つであり、これらの対策テキストとして出版されているシリーズは、受験者や養成機関などでは、単に「養成講座」と通称されている。「養成講座」は、各国家試験の指定科目のほか、教職課程の「教科に関する科目」で、関連する分野でもテキストとして指定されているケースも見られる。